# Archäologische Mitteilungen aus Iran und Turan
Die Archäologischen Mitteilungen aus Iran und Turan (AMIT) ist eine interdisziplinäre wissenschaftliche Zeitschrift, die seit 1996 jährlich herausgegeben wird und deren Artikel dem Peer Review unterliegen. Sie wird von der Außenstelle Teheran der Eurasien-Abteilung des Deutschen Archäologischen Instituts ediert. Die Zeitschrift ist die Fortsetzung der Archäologische Mitteilungen aus Iran|Archäologischen Mitteilungen aus Iran (AMI), die ursprünglich von Ernst Herzfeld zwischen 1929 und 1938 herausgegeben wurden. Von 1968 bis 1995 wurde eine neue Folge publiziert, die 1996 durch die Archäologischen Mitteilungen aus Iran und Turan ersetzt wurde.
Die Zeitschrift befasst sich mit der Archäologie Irans und Turans im weitesten Sinne, einschließlich Irans, des Kaukasus, Zentralasiens, Afghanistans, Pakistans und Indiens, aber auch Chinas und Japans. Die Zeitspanne erstreckt sich vom Paläolithikum bis zum Mittelalter. Die Artikel werden auf Deutsch, Englisch oder Französisch veröffentlicht.